# Вяткін Григорій Матвійович
Григо́рій Матві́йович Вя́ткін (1900 , Вяткіна, Ішимський повітd, Тобольська губернія, Російська імперія  — 23 лютого 1939 , Москва ) — радянський діяч органів державної безпеки, майор державної безпеки. Депутат Верховної Ради УРСР 1-го скликання (1938). Один із організаторів масових позасудових вбивств на території України в 1938 році.

## Біографія
Народився 1900 року в родині селянина-бідняка в селі Вяткіна, тепер Старовяткіна, Тюменська область, Росія. У 1916 році закінчив двокласне початкове училище в Ішимському повіті Тобольської губернії. У травні — жовтні 1916 року — у господарстві батька в селі Вяткіно. У жовтні 1916 — січні 1917 року — переписувач Абатського волосного управління Тобольської губернії. У січні 1917 — травні 1920 року працював у господарстві батька в селі Вяткіно.
У травні 1920 — грудні 1922 року — в Червоній армії: рядовий кавалерійського полку 1-ї Сибірської стрілецької дивізії.
Член РКП(б) з серпня 1921 року.
У січні — березні 1923 року працював у господарстві батька в селі Вяткіно.
У березні 1923 — лютому 1924 року — курсант Сибірської школи Транспортного відділу ОДПУ в місті Омську. У лютому — грудні 1924 року — співробітник Новоніколаєвського губернського відділу ДПУ. У грудні 1924 — серпні 1931 року — співробітник ДПУ в місті Томську. У серпні 1931 — травні 1933 року — співробітник ДПУ в місті Нижньоудинську. У травні — жовтні 1933 року — співробітник ДПУ в місті Томську.
У жовтні 1933 — липні 1934 року — співробітник Повноважного представництва ОДПУ по Західно-Сибірському краю. У липні 1934 — січні 1937 року — співробітник УНКВС по Західно-Сибірському краю, начальник 3-го відділення 6-го відділу УДБ УНКВС по Західно-Сибірському краю. 23 січня — 27 липня 1937 року — заступник начальника 6-го відділу УДБ УНКВС по Західно-Сибірському краю.
У липні 1937 — 26 лютого 1938 року — начальник 6-го відділення 6-го відділу ГУДБ НКВС СРСР у Москві.
26 лютого — 16 листопада 1938 року — начальник УНКВС по Житомирській області. Як начальник УНКВС по Житомирській області у 1938 році та голова трійки НКВС прийняв рішення про розстріл щонайменше 4 000 людей за сфальшованими звинуваченнями, передусім поляків та німців.
26 червня 1938 року обраний депутатом Верховної Ради УРСР 1-го скликання по Радомишльській виборчій окрузі № 36 Житомирської області.

16 листопада 1938 року заарештований органами НКВС. Під час слідства визнав, що арешти та знищення людей відбувались за національною ознакою: 
|                                                | Як свідчили під час слідства Вяткін, Лєснов, Федоров та інші засуджені колишні працівники, що перебували на керівних посадах УНКВС, арешти радянських громадян на території Житомирської області в 1938 році проводили загалом за сфальшованими довідками, а німців, поляків та інших арештовували за їхньою національною ознакою. Показання від арештованих про їхню злочинну діяльність отримували шляхом жорстоких побиттів, що супроводжувались смертельними випадками, а також застосовувались й інші засоби примусу. Колишній начальник УНКВС Житомирської області Вяткін під час слідства у своїй справі вказав, що він вважає своїм найбільшим злочином те, що він, як голова трійки, прийняв рішення про розстріл близько 4000 звинувачуваних у причетності до військово-повстанських організацій, в той час, коли він сам не був переконаний в їхній винуватості. За необ'єктивний розгляд справ і винесення у них рішень про розстріл, також були засуджені члени трійки Діденко і Распутько. |
| — https://www.radiosvoboda.org/a/29811094.html | |

23 лютого 1939 року засуджений до розстрілу. Похований у Москві. В 1999 році було відмовлено в реабілітації його особи.

## Звання
- лейтенант державної безпеки (22.03.1936)
- старший лейтенант державної безпеки (29.01.1937)
- капітан державної безпеки (2.12.1937)
- майор державної безпеки (15.06.1938)

## Нагороди
- орден «Знак Пошани» (19.12.1937)
- медаль «XX років Робітничо-Селянській Червоній Армії» (22.02.1938)
- знак «Почесний робітник ВЧК—ГПУ (XV)» (25.08.1937)